# زلزال التبت 2025
في 7 يناير 2025 الساعة 09:05 بتوقيت الصين (UTC+8)،  ضرب زلزال بقوة 7.1 درجة على مقياس ريختر مقاطعة تينغري الواقعة في منطقة التبت ذاتية الحكم في جنوب غرب الصين. قُتل ما لا يقل عن 126 شخصًا وأصيب 188 آخرون في المنطقة. بالإضافة إلى ذلك، أدى الزلزال إلى إصابة 13 شخصًا في نيبال، كما تسبب أيضًا في أضرار طفيفة في شمال الهند، مع شعور بهزات أرضية قوية في جميع أنحاء جنوب آسيا. كان هذا أكبر زلزال في الصين منذ يناير 2024 والأكثر فتكًا منذ ديسمبر 2023.

## الوضع التكتوني
تصل هضبة التبت إلى ارتفاعها العالي بسبب سماكة القشرة الأرضية الناتجة عن اصطدام الصفيحة التكتونية الهندية بالصفيحة الأوراسية، مما أدى إلى إنشاء جبال الهيمالايا. يرتبط الصدع داخل الهضبة بآليات الانزلاق الضارب والآليات الطبيعية. تمتد الهضبة في اتجاه الشرق والغرب على طول ما يتضح من الانتفاخات الضاربة من الشمال إلى الجنوب، والصدوع الانزلاق الضاربة وبيانات نظام تحديد المواقع العالمي.
تحدث أكبر الزلازل في التبت، والتي تبلغ قوتها 8.0 درجة أو ما شابه ذلك، على طول الصدوع الضاربة. أما الزلازل الصدعية العادية فهي أصغر حجمًا؛ ففي عام 2008، حدثت خمسة زلازل صدع عادية بلغت قوتها 5.9 إلى 7.1 درجة في مواقع مختلفة عبر الهضبة. حدثت هذه الزلازل على صدوع بزوايا انحدار تتراوح بين 40 إلى 50 درجة وامتدت إلى عمق يتراوح بين 10 إلى 15 كيلومترًا (6.2 إلى 9.3 ميل).
أظهرت دراسة أجريت عام 2010 في المجلة الجيوفيزيائية الدولية أنه خلال السنوات الـ 43 الماضية، حدث 85 بالمائة من العزم الزلزالي الناتج عن الصدع الطبيعي في مناطق يزيد ارتفاعها عن 5 كم (3.1 ميل). قد يشير هذا إلى أن الزلازل الناتجة عن الصدع الطبيعي تعتمد على طاقة الجاذبية الكامنة لإحداث هذه الصدوع.

## الزلزال

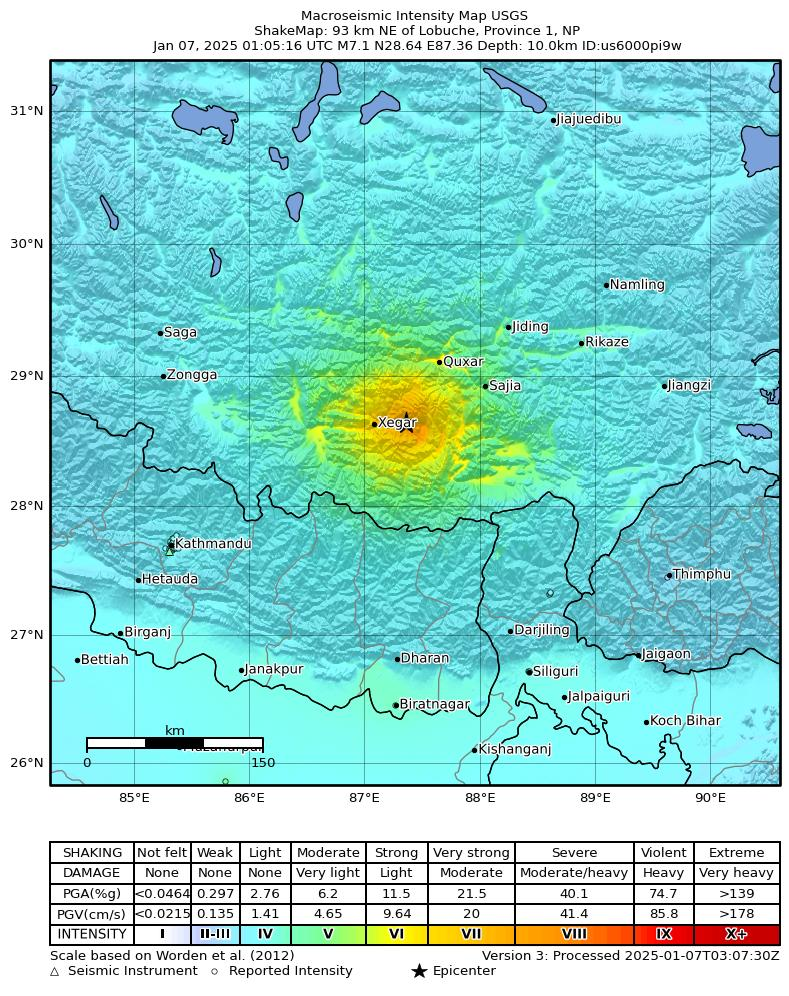
خريطة الاهتزازات من هيئة المسح الجيولوجي الأمريكية

قالت هيئة المسح الجيولوجي الأمريكية إن الزلزال بلغت قوته 7.1 درجة بمقياس عزم الزلازل، في  حين أفاد مركز شبكات الزلازل في الصين أن قوته بلغت 6.8 درجة بمقياس عزم الزلازل. أرفع [[درجات التمثيل وقد حدث ذلك نتيجة لصدع طبيعي داخل هضبة التبت. وتشير حلول آلية البؤرة إلى أن الصدع حدث على صدع ضارب من الشمال إلى الجنوب، مع انحدار معتدل إما إلى الشرق أو الغرب.
كشف نموذج الصدع الذي قامت به هيئة المسح الجيولوجي الأمريكية عن حركة على طول صدع ضارب من الشمال إلى الشمال الشرقي ينحدر من الغرب إلى الشمال الغربي أو صدع ضارب من الشمال إلى الشمال الغربي ينحدر من الشرق إلى الشمال الشرقي. في كلا المحلين، حدث انزلاق زلزالي مشترك لحوالي 80 كم (50 ميلاً) على طول الصدع وامتد إلى عمق 20 كم (12 ميلاً). كان أقصى انزلاق في هذه الحلول 1.6 متر (5 أقدام و 3 بوصات) و 1.3 متر (4 أقدام و 3 بوصات) على التوالي. تم تقدير منطقة الصدع بحوالي 105 كم (65 ميلاً) × 20 كم (12 ميلاً)، وتمتد من مقاطعة نجامرينج إلى مقاطعة تينغري الجنوبية بالقرب من الحدود مع نيبال. قال علماء الزلازل في مركز شبكات الزلازل الصيني إن الهزة الرئيسية نشأت داخل تضاريس لاسا ، وهي كتلة قشرية تشكل جزءًا من الهضبة. يتسبب النشاط الجيولوجي في حدوث ضغط من الشمال إلى الجنوب وامتداد من الشرق إلى الغرب داخل الهضبة والتي تستوعبها الأعطال.
وقد شعر الناس بالزلزال على نطاق واسع، حيث وصل إلى كاتماندو، عاصمة نيبال، على بعد حوالي 400 كيلومتر (250 ميلاً) من مركز الزلزال، حيث فر السكان من منازلهم خوفًا. كما شهدت المناطق القريبة من جبل إفرست اهتزازات قوية، بما في ذلك لوبوتشي ونامتشي. وامتدت آثار الزلزال إلى تيمفو، عاصمة بوتان، وكذلك ولايات بيهار وآسام والبنغال الغربية في شمال الهند، وكذلك في العاصمة البنغلاديشية دكا وأجزاء أخرى من البلاد. تلا الزلزال الرئيسي أكثر من 150 هزة ارتدادية.

## التأثير
تسبب الزلزال في مقتل 126 شخصًا على الأقل وإصابة 188 آخرين، وانهيار أكثر من 3600 منزل في التبت. في 8 يناير، قال رجال الإنقاذ إن عددًا غير معروف من الأشخاص ما زالوا في عداد المفقودين حيث لم يقدم المسؤولون الصينيون رقمًا. وقعت الوفيات في مقاطعات تينغري ولاتسي وساجيا. انهار أكثر من 1000 منزل في مقاطعة تينغري، وتضررت خمسة أقسام من الطرق الوطنية والإقليمية بسبب الانهيارات الأرضية والانهيارات والهبوط. تضررت جميع المنازل الأربعين في قرية جورونغ، نصفها بشدة. في مقاطعة لاتسي، غطت الحطام الشوارع والمركبات، وتضرر فندق. تعطل أكثر من 170 محطة لشركة China Mobile بسبب الزلزال، على الرغم من استعادة الخدمات المحمولة بعد تسع ساعات.
في نيبال، أصيب 13 شخصًا، من بينهم 11 في بارا، وشخص واحد في كل من كافريبالانشوك وكاتماندو. كما دُمر منزلين، وتضرر 12 منزلًا آخر ومركز شرطة في جميع أنحاء البلاد.